# Lansac (Pyrénées-Orientales)
Pour les articles homonymes, voir Lansac.
Lansac  est une commune française située dans le nord du département des Pyrénées-Orientales, en région Occitanie. Sur le plan historique et culturel, la commune est dans le Fenouillèdes, une dépression allongée entre les Corbières et les massifs pyrénéens recouvrant la presque totalité du bassin de l'Agly.
Exposée à un climat méditerranéen, elle est drainée par Rec Grand. La commune possède un patrimoine naturel remarquable composé d'une zone naturelle d'intérêt écologique, faunistique et floristique.
Lansac est une commune rurale qui compte 91 habitants en 2022.  Elle fait partie de l'aire d'attraction de Perpignan. Ses habitants sont appelés les Lansacois ou  Lansacoises.

## Géographie

### Localisation
La commune de Lansac se trouve dans le département des Pyrénées-Orientales, en région Occitanie.
Elle se situe à 28 km à vol d'oiseau de Perpignan, préfecture du département, à 20 km de Prades, sous-préfecture, et à 26 km de Rivesaltes, bureau centralisateur du canton de la Vallée de l'Agly dont dépend la commune depuis 2015 pour les élections départementales.
La commune fait en outre partie du bassin de vie de Perpignan.
Les communes les plus proches sont : 
Saint-Arnac (3,0 km), Caramany (3,5 km), Ansignan (3,7 km), Rasiguères (3,9 km), Trilla (4,5 km), Lesquerde (4,7 km), Planèzes (4,7 km), Cassagnes (5,0 km).
Sur le plan historique et culturel, Lansac fait partie du Fenouillèdes, une dépression allongée entre les Corbières et les massifs pyrénéens recouvrant la presque totalité du bassin de l'Agly. Ce territoire est culturellement une zone de langue occitane.

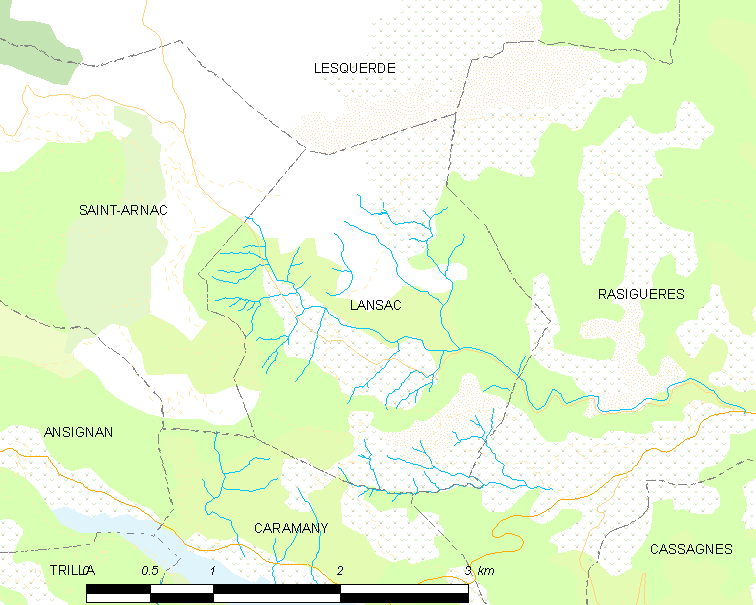
Situation de la commune.

|             | Lesquerde |            |
| Saint-Arnac | Lansac    | Rasiguères |
|             | Caramany  |            |

### Géologie et relief
La commune est classée en zone de sismicité 3, correspondant à une sismicité modérée.

### Climat
Pour des articles plus généraux, voir Climat de l'Occitanie et Climat des Pyrénées-Orientales.
En 2010, le climat de la commune est de type climat méditerranéen franc, selon une étude du CNRS s'appuyant sur une série de données couvrant la période 1971-2000. En 2020, Météo-France publie une typologie des climats de la France métropolitaine dans laquelle la commune est dans une zone de transition entre le climat de montagne et le climat méditerranéen et est dans la région climatique Pyrénées orientales, caractérisée par une faible pluviométrie, un très bon ensoleillement (2 600 h/an), un air sec, particulièrement en hiver et peu de brouillards.
Pour la période 1971-2000, la température annuelle moyenne est de 13,7 °C, avec une amplitude thermique annuelle de 15,5 °C. Le cumul annuel moyen de précipitations est de 773 mm, avec 7,9 jours de précipitations en janvier et 3,6 jours en juillet. Pour la période 1991-2020, la température moyenne annuelle observée sur la station météorologique la plus proche, située sur la commune de Saint-Paul-de-Fenouillet à 7 km à vol d'oiseau, est de 14,7 °C et le cumul annuel moyen de précipitations est de 765,9 mm,. Pour l'avenir, les paramètres climatiques de la commune estimés pour 2050 selon différents scénarios d’émission de gaz à effet de serre sont consultables sur un site dédié publié par Météo-France en novembre 2022.

### Milieux naturels et biodiversité

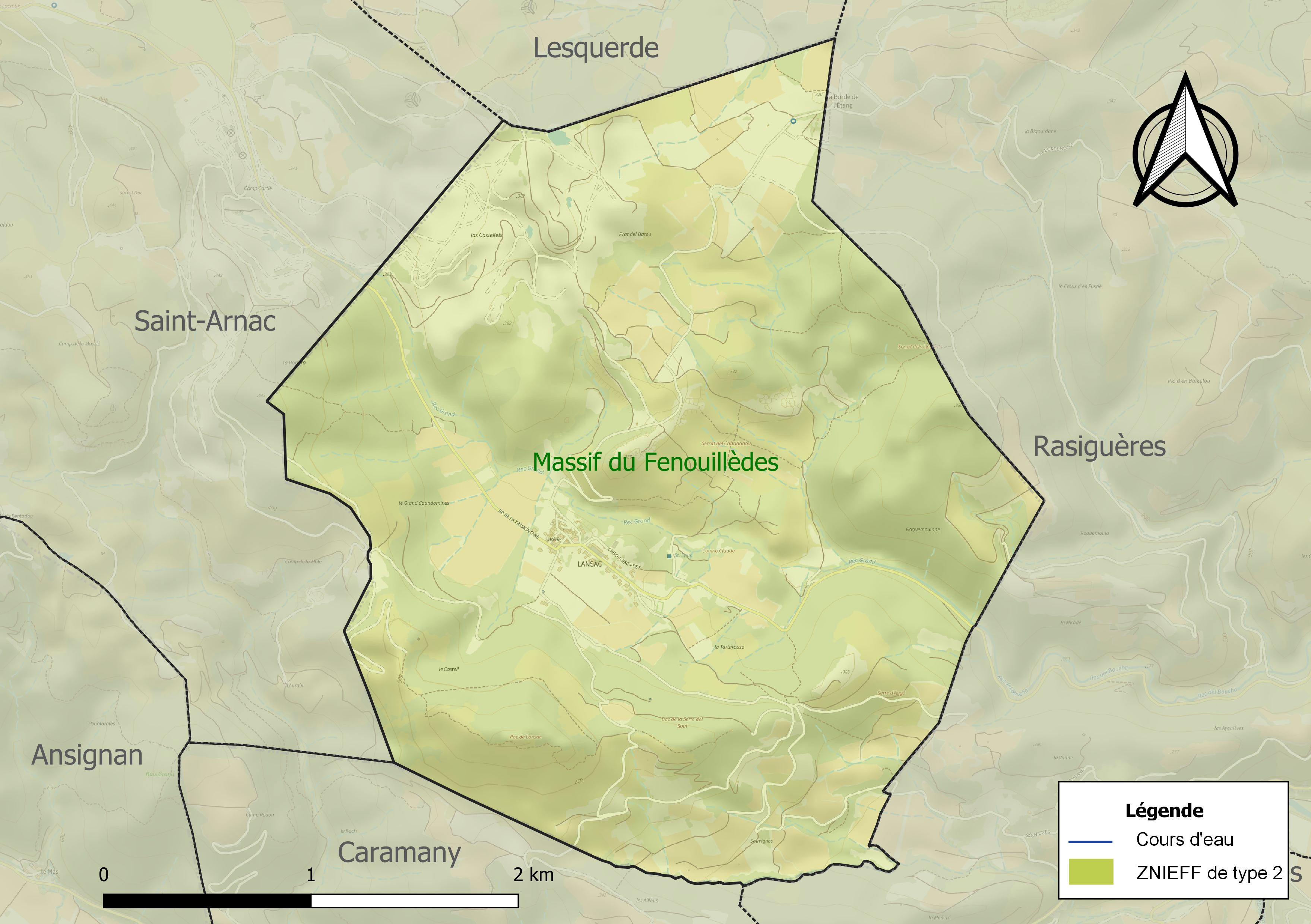
Carte de la ZNIEFF de type 2 localisée sur la commune.

L’inventaire des zones naturelles d'intérêt écologique, faunistique et floristique (ZNIEFF) a pour objectif de réaliser une couverture des zones les plus intéressantes sur le plan écologique, essentiellement dans la perspective d’améliorer la connaissance du patrimoine naturel national et de fournir aux différents décideurs un outil d’aide à la prise en compte de l’environnement dans l’aménagement du territoire.
Une ZNIEFF de type 2 est recensée sur la commune :
le « massif du Fenouillèdes » (34 157 ha), couvrant 40 communes dont une dans l'Aude et 39 dans les Pyrénées-Orientales.

## Urbanisme

### Typologie
Au 1er janvier 2024, Lansac est catégorisée commune rurale à habitat dispersé, selon la nouvelle grille communale de densité à sept niveaux définie par l'Insee en 2022.
Elle est située hors unité urbaine. Par ailleurs la commune fait partie de l'aire d'attraction de Perpignan, dont elle est une commune de la couronne,. Cette aire, qui regroupe 118 communes, est catégorisée dans les aires de 200 000 à moins de 700 000 habitants,.

### Occupation des sols
L'occupation des sols de la commune, telle qu'elle ressort de la base de données européenne d’occupation biophysique des sols Corine Land Cover (CLC), est marquée par l'importance des forêts et milieux semi-naturels (47,1 % en 2018), en augmentation par rapport à 1990 (35,6 %). La répartition détaillée en 2018 est la suivante : 
cultures permanentes (33,4 %), milieux à végétation arbustive et/ou herbacée (27 %), forêts (20,1 %), mines, décharges et chantiers (14 %), zones agricoles hétérogènes (5,5 %). L'évolution de l’occupation des sols de la commune et de ses infrastructures peut être observée sur les différentes représentations cartographiques du territoire : la carte de Cassini (XVIIIe siècle), la carte d'état-major (1820-1866) et les cartes ou photos aériennes de l'IGN pour la période actuelle (1950 à aujourd'hui).

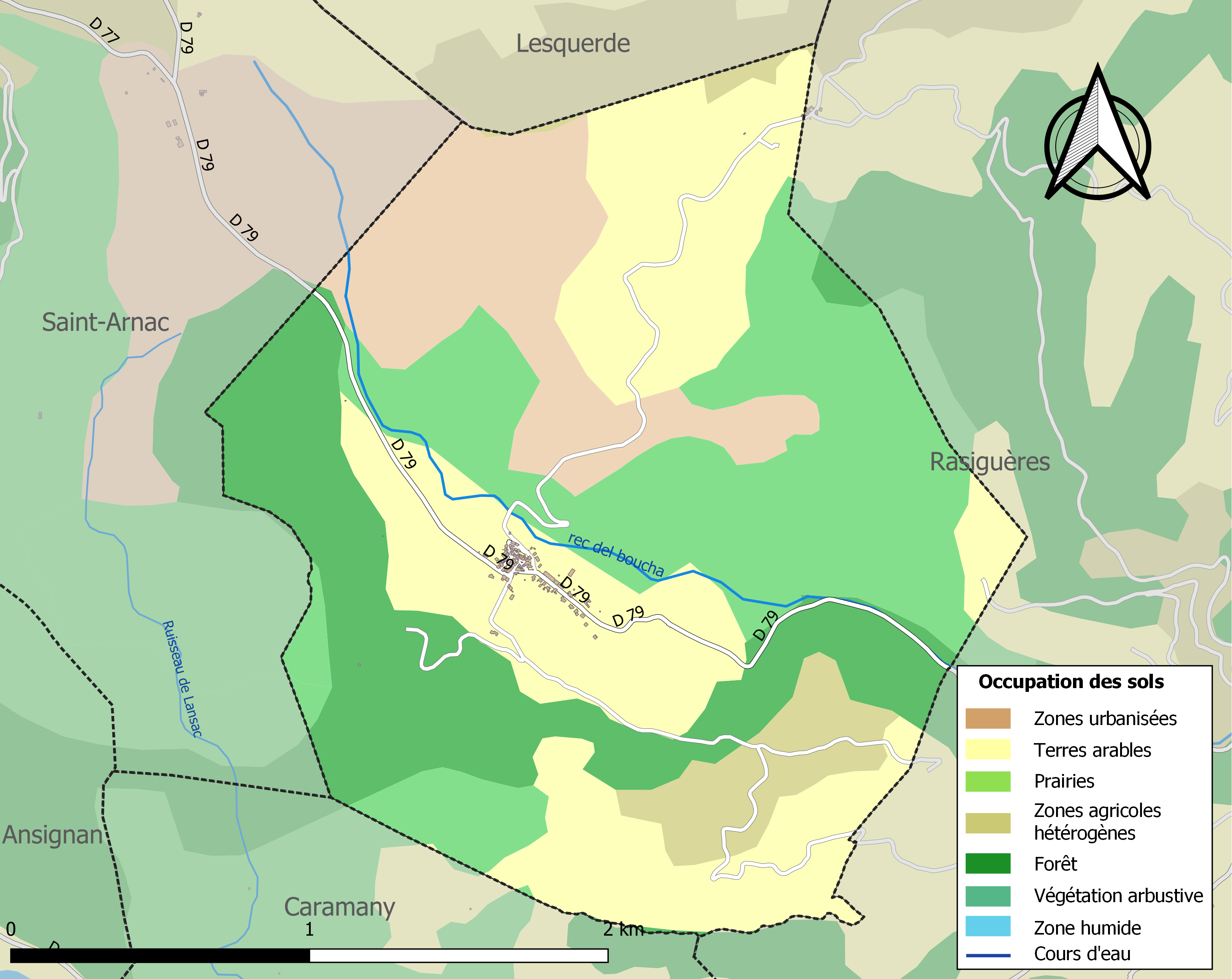
Carte des infrastructures et de l'occupation des sols de la commune en 2018 (CLC).

### Voies de communication et transports
La ligne 505 du réseau régional liO relie la commune à la gare de Perpignan.

### Risques majeurs
Le territoire de la commune de Lansac est vulnérable à différents aléas naturels : inondations, climatiques (grand froid ou canicule), feux de forêts, mouvements de terrains et séisme (sismicité modérée). Il est également exposé à un risque particulier, le risque radon,.

#### Risques naturels

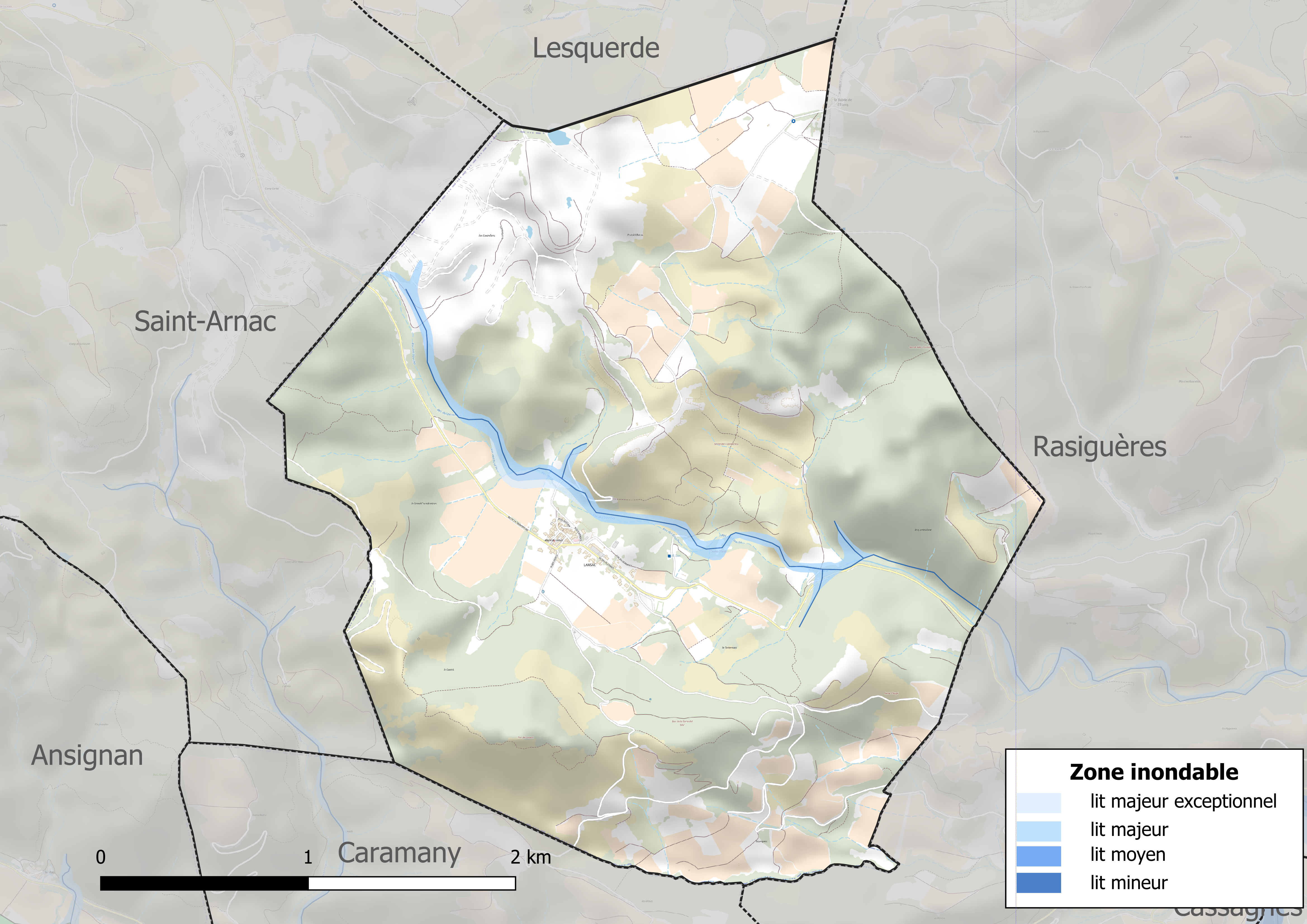
Zones inondables de la commune de Lansac.

Certaines parties du territoire communal sont susceptibles d’être affectées par le risque d’inondation par crue torrentielle de cours d'eau du bassin de l'Agly.
Les mouvements de terrains susceptibles de se produire sur la commune sont soit des glissements de terrains, soit des chutes de blocs, soit des effondrements liés à des cavités souterraines.. L'inventaire national des cavités souterraines permet par ailleurs de localiser celles situées sur la commune

#### Risque particulier
Dans plusieurs parties du territoire national, le radon, accumulé dans certains logements ou autres locaux, peut constituer une source significative d’exposition de la population aux rayonnements ionisants. Toutes les communes du département sont concernées par le risque radon à un niveau plus ou moins élevé. Selon la classification de 2018, la commune de Lansac est classée en zone 3, à savoir zone à potentiel radon significatif.

## Toponymie
En occitan le nom de la commune est Lansac, en catalan, Lançac.
Au XIe siècle : Olonzac, XIIe : Alansac.

## Histoire
En 1000, sous le comte Bernard de Besalú, la paroisse de Lansac appartient à l'abbaye de Saint-Paul-de-Fenouillet. Le comte attribue les revenus de l'église Saint-Just de Lansac à l'évêché de Besalú en 1017. Dans son testament en 1023, le comte lègue la villa de Lansac à sa fille Adaliz.
En 1318, l'église de Lansac est rattachée à la collégiale de Saint-Paul-de-Fenouillet.

## Politique et administration

### Liste des maires
| Période      | Période        | Identité              | Étiquette | Qualité |
| ------------ | -------------- | --------------------- | --------- | ------- |
| 1792         | 1794           | Joseph Trie           |           |         |
| 1794         | 1795           | Charles Marie Andouy  |           |         |
| 1795         | 1795           | Marc Vidal            |           |         |
| 1795         | 1797           | Pierre Joseph Saunier |           |         |
| 1797         | 1799           | Joseph Trie           |           |         |
| 1800         | 1810           | François Andouy       |           |         |
| 1811         | 1816           | Michel Vidal          |           |         |
| 1816         | 1821           | Pierre Calvet         |           |         |
| 1821         | 1848           | Joseph Capela         |           |         |
| juin 1848    | septembre 1848 | Jean-Pierre Calvet    |           |         |
| 1848         | 1857           | Joseph Grand Capela   |           |         |
| 1857         | 1870           | Jean Calvet           |           |         |
| janvier 1871 | juin 1871      | François Jouret       |           |         |
| 1871         | 1876           | Pierre Dalou          |           |         |
| 1876         | 1880           | Jean Jouret           |           |         |
| 1880         | 1884           | Pierre Dalou          |           |         |
| mai 1884     | août 1884      | Jean Pierre Sabineu   |           |         |
| 1884         | 1888           | Zéphir Salvat         |           |         |
| 1888         | 1892           | Achille Jouret        |           |         |
| 1892         | 1898           | Pierre Dalou          |           |         |
| 1898         | 1904           | ?                     |           |         |
| 1904         | 1912           | Pierre Dalou          |           |         |
| 1912         | 1918           | Barthélémy Dalou      |           |         |
| 1919         | 1947           | Julien Capela         |           |         |
| 1947         | 1947           | Léonce Agousty        |           |         |
| 1947         | 1965           | Maurice Rivière       |           |         |
| 1965         | 1995           | Claude Jean           |           |         |
| juin 1995    | 2008           | Michel Couble         | PCF       |         |
| 2008         | 2014           | Louis Panabière       |           |         |
| mars 2014    | 2020           | Gilles Rivière        |           |         |
| 2020         | En cours       | Virginie Lee          |           |         |

## Population et société

### Démographie ancienne
La population est exprimée en nombre de feux (f) ou d'habitants (H).
| 1709 | 1720 | 1789 | 1790 |
| ---- | ---- | ---- | ---- |
| 3 f  | 3 f  | 9 f  | 42 H |

### Démographie contemporaine
L'évolution du nombre d'habitants est connue à travers les recensements de la population effectués dans la commune depuis 1793. Pour les communes de moins de 10 000 habitants, une enquête de recensement portant sur toute la population est réalisée tous les cinq ans, les populations de référence des années intermédiaires étant quant à elles estimées par interpolation ou extrapolation. Pour la commune, le premier recensement exhaustif entrant dans le cadre du nouveau dispositif a été réalisé en 2006.

En 2022, la commune comptait 91 habitants, en évolution de +1,11 % par rapport à 2016 (Pyrénées-Orientales : +3,92 %, France hors Mayotte : +2,11 %).
| 1793 | 1800 | 1806 | 1821 | 1831 | 1836 | 1841 | 1846 | 1851 |
| ---- | ---- | ---- | ---- | ---- | ---- | ---- | ---- | ---- |
| 59   | 68   | 71   | 59   | 61   | 68   | 69   | 83   | 80   |

| 1856 | 1861 | 1866 | 1872 | 1876 | 1881 | 1886 | 1891 | 1896 |
| ---- | ---- | ---- | ---- | ---- | ---- | ---- | ---- | ---- |
| 77   | 68   | 75   | 79   | 91   | 97   | 91   | 91   | 96   |

| 1901 | 1906 | 1911 | 1921 | 1926 | 1931 | 1936 | 1946 | 1954 |
| ---- | ---- | ---- | ---- | ---- | ---- | ---- | ---- | ---- |
| 97   | 97   | 87   | 90   | 106  | 107  | 108  | 99   | 129  |

| 1962 | 1968 | 1975 | 1982 | 1990 | 1999 | 2006 | 2011 | 2016 |
| ---- | ---- | ---- | ---- | ---- | ---- | ---- | ---- | ---- |
| 95   | 117  | 86   | 80   | 79   | 76   | 97   | 104  | 90   |

| 2021 | 2022 | - | - | - | - | - | - | - |
| ---- | ---- | - | - | - | - | - | - | - |
| 91   | 91   | - | - | - | - | - | - | - |

| selon la population municipale des années : | 1968 | 1975 | 1982 | 1990 | 1999 | 2006 | 2009 | 2013 |
| Rang de la commune dans le département      | 171  | 163  | 179  | 173  | 190  | 182  | 178  | 179  |
| Nombre de communes du département           | 232  | 217  | 220  | 225  | 226  | 226  | 226  | 226  |

### Manifestations culturelles et festivités
- Fête patronale : 8 août[35].

## Économie

### Emploi
|                | 2008   | 2013   | 2018   |
| -------------- | ------ | ------ | ------ |
| Commune        | 13 %   | 20,7 % | 25,9 % |
| Département    | 10,3 % | 12,9 % | 13,3 % |
| France entière | 8,3 %  | 10 %   | 10 %   |

En 2018, la population âgée de 15 à 64 ans s'élève à 54 personnes, parmi lesquelles on compte 70,4 % d'actifs (44,4 % ayant un emploi et 25,9 % de chômeurs) et 29,6 % d'inactifs,. Depuis 2008, le taux de chômage communal (au sens du recensement) des 15-64 ans est supérieur à celui de la France et du département.
La commune fait partie de la couronne de l'aire d'attraction de Perpignan, du fait qu'au moins 15 % des actifs travaillent dans le pôle,. Elle compte 16 emplois en 2018, contre 17 en 2013 et 12 en 2008. Le nombre d'actifs ayant un emploi résidant dans la commune est de 24, soit un indicateur de concentration d'emploi de 66,5 % et un taux d'activité parmi les 15 ans ou plus de 57,6 %.
Sur ces 24 actifs de 15 ans ou plus ayant un emploi, 7 travaillent dans la commune, soit 29 % des habitants. Pour se rendre au travail, 95,8 % des habitants utilisent un véhicule personnel ou de fonction à quatre roues et 4,2 % n'ont pas besoin de transport (travail au domicile).

### Activités hors agriculture
6 établissements sont implantés  à Lansac au 31 décembre 2019.
Le secteur du commerce de gros et de détail, des transports, de l'hébergement et de la restauration est prépondérant sur la commune puisqu'il représente 33,3 % du nombre total d'établissements de la commune (2 sur les 6 entreprises implantées  à Lansac), contre 30,5 % au niveau départemental.

### Agriculture
|               | 1988 | 2000 | 2010 | 2020 |
| ------------- | ---- | ---- | ---- | ---- |
| Exploitations | 22   | 7    | 8    | 6    |
| SAU (ha)      | 166  | 76   | 60   | 48   |

La commune est dans les « Corbières du Roussillon », une petite région agricole occupant le nord du département des Pyrénées-Orientales. En 2020, l'orientation technico-économique de l'agriculture  sur la commune est la viticulture. Six exploitations agricoles ayant leur siège dans la commune sont dénombrées lors du recensement agricole de 2020 (22 en 1988). La superficie agricole utilisée est de 48 ha,,.

## Culture locale et patrimoine

### Monuments et lieux touristiques
Lansac a la particularité de ne pas posséder de monument aux morts sur son territoire.
- Église paroissiale Saint-Just de Lansac dans le village ;
- tour à signaux médiévale.

### Héraldique
| Blason de Lansac | Blason  | D'azur à un fer de lance d'or.                   |
| Blason de Lansac | Détails | Le statut officiel du blason reste à déterminer. |